# Contee del Maine

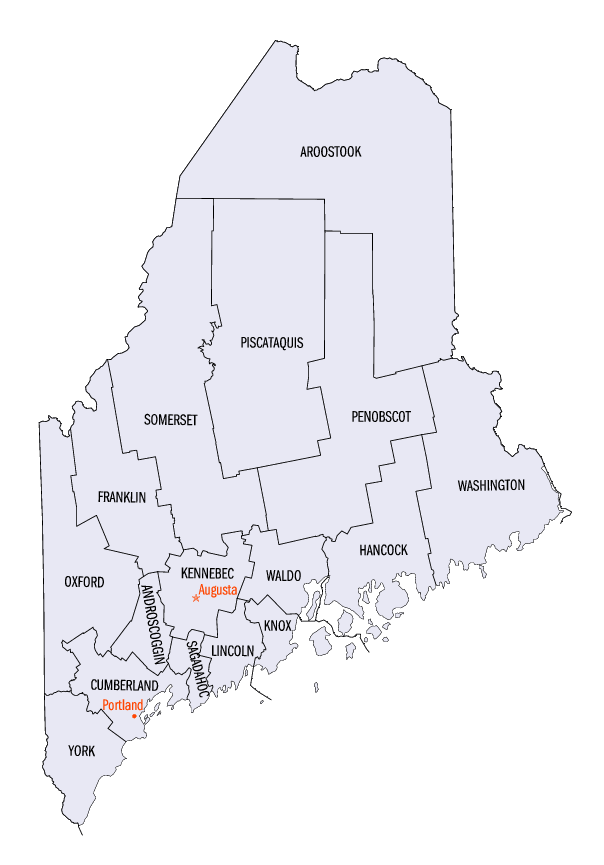
Contee del Maine

Questa è una lista delle sedici contee del Maine, negli Stati Uniti d'America.
Il Maine divenne uno Stato il 15 marzo 1820.
Di seguito è riportata una lista con i dati inerenti alla data di fondazione, al capoluogo, alla superficie, agli abitanti e alla collocazione nello Stato di ciascuna contea.

## Lista
| Contea       | Capoluogo      | Data di istituzione | Etimologia                                             | Abitanti (2020) | Superficie | Mappa |
| ------------ | -------------- | ------------------- | ------------------------------------------------------ | --------------- | ---------- | ----- |
| Androscoggin | Auburn         | 1854                | Tribù Abenachi.                                        | 111 139         | 1 287 km2  |       |
| Aroostook    | Houlton        | 1839                | Parola Mi'kmaq che significa "acqua limpida" o "bella" | 67 105          | 17 687 km2 |       |
| Cumberland   | Portland       | 1760                | Guglielmo, duca di Cumberland.                         | 303 069         | 3 152 km2  |       |
| Franklin     | Farmington     | 1838                | Benjamin Franklin.                                     | 29 456          | 4 518 km2  |       |
| Hancock      | Ellsworth      | 1789                | John Hancock.                                          | 55 478          | 6 074 km²  |       |
| Kennebec     | Augusta        | 1799                | Parola Abenachi che significa "lago lungo".            | 123 642         | 2 463 km²  |       |
| Knox         | Rockland       | 1860                | Henry Knox                                             | 40 607          | 2 958 km2  |       |
| Lincoln      | Wiscasset      | 1760                | Lincoln, Inghilterra (Regno Unito).                    | 35 237          | 1 813 km²  |       |
| Oxford       | Paris          | 1805                | Oxford (Massachusetts).                                | 57 777          | 5 633 km²  |       |
| Penobscot    | Bangor         | 1816                | Nativi Penobscot.                                      | 152 199         | 9 210 km²  |       |
| Piscataquis  | Dover-Foxcroft | 1838                | Parola Abenachi che significa "sul ramo del fiume".    | 16 800          | 11 336 km² |       |
| Sagadahoc    | Bath           | 1854                | Parola Abenachi che significa "foce del fiume".        | 36 699          | 958 km²    |       |
| Somerset     | Skowhegan      | 1809                | Somerset, Inghilterra (Regno Unito).                   | 50 477          | 10 606 km² |       |
| Waldo        | Belfast        | 1827                | Samuel Waldo.                                          | 39 607          | 2 209 km²  |       |
| Washington   | Machias        | 1790                | George Washington.                                     | 31 095          | 1 287 km²  |       |
| York         | Alfred         | 1652                | Giacomo Duca di York (poi re Giacomo II).              | 211 972         | 3 292 km²  |       |